# 台中市公車679路
台中市公車679路主/副線行駛自新政大安港路口到臺中國際機場；副2線行駛自新政大安港路口到沙鹿西站（新站路），此路線大部份行駛於臨港路。本路線由原豐原客運營運之170路「大甲體育場－臺中港旅客服務中心」改成。

## 歷史
- 2013年1月1日：移撥為臺中市公車170路，原為公路客運6559路〈大甲-梧棲〉。
- 2014年10月1日：「番仔寮」更名為「番子寮」，增停「水尾橋」站位。
- 2014年10月15日：「後營門口」站位往北遷移約150公尺。
- 2014年11月1日：由「大甲」站延駛至「新政大安港路口」站，並將原路線名稱由「大甲－梧棲」更改為「大甲體育場－梧棲」，途中新增「光田」、「大甲體育場」、「李綜合醫院」、「庄尾」、「文昌祠」、「大甲火車站」站位，皆採雙邊設站；同時增停「南陽里（中山路）」。
- 2015年4月30日：「大甲」站（往大甲高中方向），遷移至大甲區中山路一段917號（7-11超商）。
- 2015年7月8日：「梧棲」更名為「梧棲（朝元宮）」。
- 2016年3月15日：增設「下寮里」、「下寮社區」。
- 2016年4月8日：增設「武陵里」。
- 2018年1月17日：增設「文曲里（中山路）」（單邊往梧棲方向設站）。
- 2018年6月4日：增停「光田醫院（大甲院區）」。
- 2019年3月1日：將「光田醫院（大甲院區）」往大甲體育場方向站位裁撤。
- 2019年4月1日：「大甲火車站」更名為「大甲車站（中山路）」。
- 2019年10月1日：調整部分班次發車時刻。
- 2019年10月17日：調整部分班次發車時刻。
- 2023年5月8日：由梧棲端延駛至臺中港旅客服務中心[1]。
- 2023年10月20日：「體育館前」更名為「中港高中（臺灣大道）」。
- 2024年2月7日：調整發車時刻。[2]
- 2024年7月15日：由睿奕交通接駛，並變更路線編號為679路「新政大安港路口－台中國際機場」及679副「新政大安港路口-沙鹿西站」。 [3]。
- 2024年8月30日：新增679副2路線，不繞經「長明公司」、「高美濕地（三順路）」、「18號風車」、「9號風車」、「梧棲觀光漁港」、「台灣大食品」等6站。
- 2025年2月28日：679副延駛至臺中國際機場。除增加服務班次外，也行經沙鹿區鹿寮商圈與清水車站。
- 2025年5月4日：因配合「台中海洋館」即將於今年開幕營運，主/副線增設「台中海洋館」及「梧棲觀光漁港1」2處公車招呼站，取消停靠「梧棲觀光漁港」。另679主線調整為台灣好行臺中活力海洋線。[4]

## 路線基本資料
679
單程行車里數約35.6公里，單程行車時間約80分鐘。往臺中國際機場20站，往新政大安港路口20站。
自新政大安港路口起，沿大甲區新政路、興安路、經國路、新政路、信義路、文武路、中山路一段、清水區中山路、甲南路、臨港路七、六段、三順路、環港北路、北堤路、臨港路五段、梧棲區臨港路四段、大智路二段、中橫四路、中二路、中橫四路、大智路二段、梧棲路、臺灣大道九、八、七段、沙鹿區三民路、中清路七段、中航路一段到臺中國際機場。
679副
單程行車里數約33公里，單程行車時間約66分鐘。往臺中國際機場70站，往新政大安港路口65站。
自新政大安港路口起，沿大甲區新政路、興安路、經國路、新政路、信義路、文武路、中山路一段、大甲溪大橋、甲南路、臨海路、臨港路七段、臨港路六段、三順路、環港北路、北堤路、臨港路五段、梧棲區臨港路四段、大智路二段、中橫四路、中二路、中橫四路、大智路二段、梧北路、梧棲路、臺灣大道九、八段、中山路、中清路八、七段、中航路一段到到臺中國際機場。
679副2
單程行車里數約30公里，單程行車時間約50分鐘。往沙鹿西站（新站路）52站，往新政大安港路口50站。
自新政大安港路口起，沿大甲區新政路、興安路、經國路、新政路、信義路、文武路、中山路一段、大甲溪大橋、甲南路、臨海路、臨港路七段、臨港路六段、臨港路五段、梧棲區臨港路四段、大智路二段、中橫四路、中二路、中橫四路、大智路二段、梧北路、梧棲路、臺灣大道九、八段、中華路一段、青年路、新站二路、新站路到沙鹿西站（新站路）。

## 時刻表
- 時刻表僅供參考，請以睿奕交通網站公告為準。

679路
| 台中市公車679路主線平日時刻列表 | 台中市公車679路主線平日時刻列表 | 台中市公車679路主線平日時刻列表 | 台中市公車679路主線平日時刻列表 |
| ------------------------------- | ------------------------------- | ------------------------------- | ------------------------------- |
| 新政大安港路口開時刻            | 新政大安港路口開備註            | 臺中國際機場開時刻              | 臺中國際機場開備註              |
| 08:50                           | -                               | 10:40                           | -                               |
| 10:30                           | -                               | 15:05                           | -                               |
| 14:50                           | -                               | 16:30                           | -                               |

| 台中市公車679路主線假日時刻列表 | 台中市公車679路主線假日時刻列表 | 台中市公車679路主線假日時刻列表 | 台中市公車679路主線假日時刻列表 |
| ------------------------------- | ------------------------------- | ------------------------------- | ------------------------------- |
| 新政大安港路口開時刻            | 新政大安港路口開備註            | 臺中國際機場開時刻              | 臺中國際機場開備註              |
| 08:30                           | -                               | 07:00                           | -                               |
| 09:00                           | -                               | 10:20                           | -                               |
| 10:30                           | -                               | 13:00                           | -                               |
| 14:30                           | -                               | 15:00                           | -                               |
| 15:00                           | -                               | 16:30                           | -                               |

679副
| 台中市公車679副平/假日時刻列表 | 台中市公車679副平/假日時刻列表 | 台中市公車679副平/假日時刻列表 | 台中市公車679副平/假日時刻列表 |
| ------------------------------ | ------------------------------ | ------------------------------ | ------------------------------ |
| 新政大安港路口開時刻           | 新政大安港路口開備註           | 臺中國際機場開時刻             | 臺中國際機場開備註             |
| 06:00                          | -                              | 07:40                          | -                              |
| 07:10                          | -                              | 08:50                          | -                              |
| 08:00                          | -                              | 09:50                          | -                              |
| 09:50                          | -                              | 13:30                          | -                              |
| 11:40                          | -                              | 14:00                          | -                              |
| 15:20                          | -                              | 17:00                          | -                              |
| 16:30                          | -                              | 18:20                          | -                              |
| 17:00                          | -                              | 18:50                          | -                              |

679副2
| 台中市公車679副2平/假日時刻列表 | 台中市公車679副2平/假日時刻列表 | 台中市公車679副2平/假日時刻列表 | 台中市公車679副2平/假日時刻列表 |
| ------------------------------- | ------------------------------- | ------------------------------- | ------------------------------- |
| 新政大安港路口開時刻            | 新政大安港路口開備註            | 沙鹿西站（新站路）開時刻        | 沙鹿西站（新站路）開備註        |
| 05:30                           | -                               | 06:30                           | -                               |

### 收費
- 依里程計費；刷電子票證10公里免費。
- 里程計費說明：
  - 基本里程：10公里。
  - 基本里程票價全票20元、半票11元。
  - 超過基本里程（10公里）計費方式：
    - 全票=[2.431 x 搭乘里程數x (1+5%營業稅)] （四捨五入）
    - 半票=[2.431 x 搭乘里程數x (1+5%營業稅)] x 50% （四捨五入）

  - 兒童、老人、身心障礙者及其陪伴者依規定半票收費。

### 停站
- 參見右側站牌路線圖。

## 外部連結
- 睿奕交通官網 （页面存档备份，存于）
- 臺中市公車動態資訊（页面存档备份，存于）